# 釩鉀鈾礦
釩鉀鈾礦（英語：Carnotite）是一種含鈾鉀釩酸鹽的放射性礦物，化學式為K2(UO2)2(VO4)2·3H2O。含水量可以變化，並且經常存在少量的鈣、鋇、鎂、鐵和鈉。

## 發現

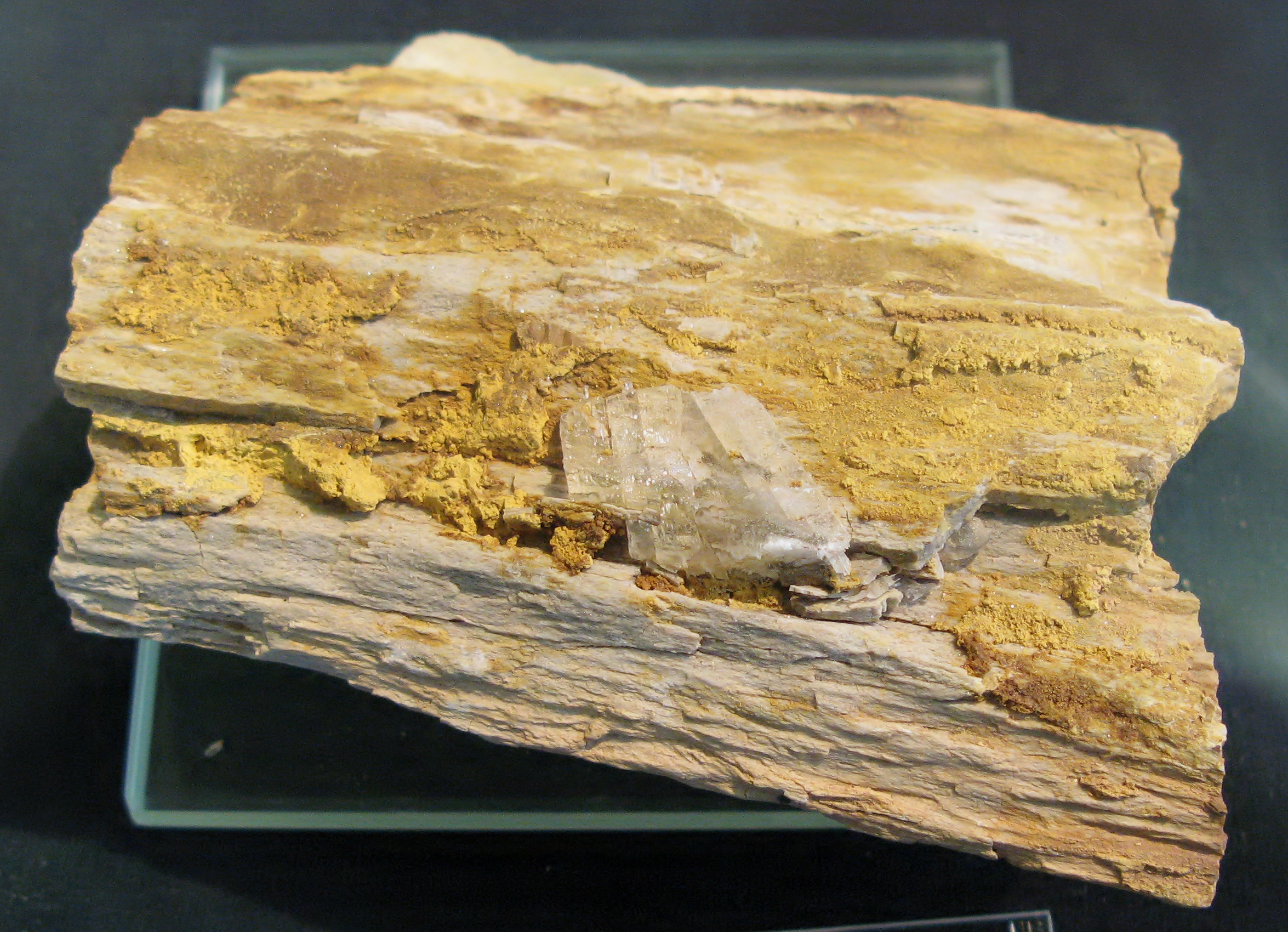
來自猶他州聖喬治的矽化木中的釩鉀鈾礦

釩鉀鈾礦是一種明亮的黃綠色礦物，通常在砂岩中以結殼和薄片的形式出現。低至百分之一的量將使砂岩呈亮黃色。高鈾含量使釩鉀鈾礦成為重要的鈾礦石之一。它是一種次生釩和鈾礦物，通常在乾旱氣候的沉積岩中發現。
在美國，它是科羅拉多高原的一種重要鈾礦石，散佈在砂岩中並集中在石化木周圍。它也產生在懷俄明州、科羅拉多州、南達科他州、內華達州、亞利桑那州和猶他州。偶爾出現在新墨西哥州格蘭茨和賓夕法尼亞州卡本縣。在剛果民主共和國、摩洛哥、澳大利亞和哈薩克斯坦也發現了釩鉀鈾礦。

## 發現和命名
該礦物於1899年由法國科學家查爾斯·弗里德爾和愛德華·庫門格（E. Cumenge）首次描述，他們在美國科羅拉多州蒙特羅斯縣Roc Creek的標本中發現了這種礦物。它以法國採礦工程師和化學家阿道夫·卡諾的名字命名。

## 外部連結
- Mineral Galleries